# Punta Carmen
La Punta Carmen o Pointe Carmen és una muntanya de 4.109 metres que es troba a la regió de l'Alta Savoia a França. Aquesta agulla forma part de l'aresta del Diable al Mont Blanc du Tacul.